# Fingerpåskrislav
Fingerpåskrislav (Stereocaulon subcoralloides) är en lavart som först beskrevs och som fick sitt nu gällande namn av William Nylander. 
Fingerpåskrislav ingår i släktet Stereocaulon och familjen Stereocaulaceae. Arten är reproducerande i Sverige.